# Гречанівка (Миргородський район)
Греча́нівка — село в Україні, в Миргородському районі Полтавської області. Населення становить 392 осіб. Входить до складу Краснолуцької сільської громади.
Після ліквідації Гадяцького району у липні 2020 року увійшло до Миргородського району.

## Географія
Село Гречанівка розташоване на правому березі річки Суха Грунька, вище за течією на відстані 1.5 км розташоване село Миколаївка, на протилежному березі — село Шматкове (ліквідоване у 1991 р.)

## Назва
На території України 4 населених пункти із назвою Гречанівка.

## Історія
- 1859 — засноване як село Гречано-Митрофанівка.
- Село постраждало внаслідок геноциду українського народу, проведеного окупаційним урядом СРСР 1923–1933 та 1946–1947 роках.
- 1957 — перейменоване на Гречанівка.
- До 2018 року орган місцевого самоврядування — Гречанівська сільська рада.

## Соціальна сфера
- Дитячий садок «Сонечко».
- Школа І-ІІ ст.

## Пам'ятки
- Братська могила радянських солдат.

## Відомі люди
Гречанівська сільська рада
- Шаповаленко Іван Савелійович (1817—1890) —  художник-мозаїст, засновник першої мозаїчної майстерні в Російській імперії [2].
- Мигаль Валерій Павлович — український фізик.
- Стогній Борис Сергійович — український вчений у галузі автоматизації електричних систем, академік НАН України.
- Стогній Вадим Сергійович — український вчений в галузі електроенергетики та електротехніки.
- Русанівський Макар Олексійович — український вчений, літературознавець, філолог-шевченкознавець, педагог.